# フランス領テキサス

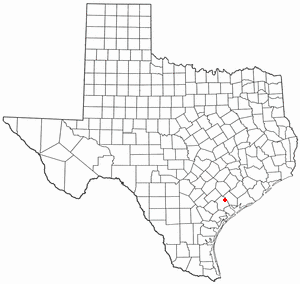
サンルイ砦のおおよその位置、テキサス州のメキシコ湾岸マタゴルダ湾の近く

フランス領テキサス（フランスりょうテキサス、英: French Texas）は、後にテキサス州となった地域の歴史の中で1685年から1689年まで存在した。この期間、現在のテキサス州アイネズ近くにフランスの植民地としてサンルイ砦があった。探検家ロベール＝カブリエ・ド・ラ・サールがミシシッピ川河口に植民地を設立しようとしていたが、当時の地図の不正確さと航法上の誤りのために、船が400マイル (644 km) 西のマタゴルダ湾に近いテキサス海岸沖に錨を下ろすことになった。
この植民地はその短期間しか存在しなかった間にも、敵対的インディアン、疫病および厳しい気象条件など数々の困難さに直面した。ラ・サールはその当初の任務を心に掛けて、ミシシッピ川を発見する為に何度か遠征を試みたが、結果的にはリオ・グランデ川の大半とテキサス東部の一部を探検した。ラ・サールが1686年に不在となっているときに、植民地の最後の船が難破し、植民地の人々はカリブ海にあったフランス植民地からの物資を得られなくなった。状況が悪化する中でラ・サールはイリノイ郡にあったフランス開拓地からの援助が無ければこの植民地は生き残れないと認識した。ラ・サールが1687年初期にブラゾス川へ最後の遠征を行った時、彼と隊員の中の5人が遠征隊中の競争相手によって殺された。隊員から一握りの者達がイリノイに到着したが、結局救援は来なかった。植民地に残っていた者達は1688年のカランカワ族の襲撃で殺されるか捕まった。この植民地は実質3年間存続したが、その存在によってフランスは現在のテキサス地域の領有を主張し続け、後にアメリカ合衆国がルイジアナ買収の一部としてこの地域を購入した時にフランスの主張を支持することになった。
スペインは1686年にラ・サールの任務について知った。フランスの植民地ができることは、スペインにとってヌエバ・エスパーニャや北アメリカの南部に対する脅威となることを心配したので、スペイン当局は開拓地を見つけ排除する為の数度にわたる遠征隊を手配した。これらの遠征は失敗したが、メキシコ湾岸地域の地形の理解には役立った。スペインが1689年になってやっとフランス開拓地の残骸を発見したとき、大砲を埋め、建物を焼却した。何年か後にスペイン当局は同じ場所に砦を建設した。スペインがこの砦を放棄した時にフランス開拓地の場所は忘れられたものとなった。その場所は1996年に再度発見され、現在は考古学的史跡になっている。

## 遠征

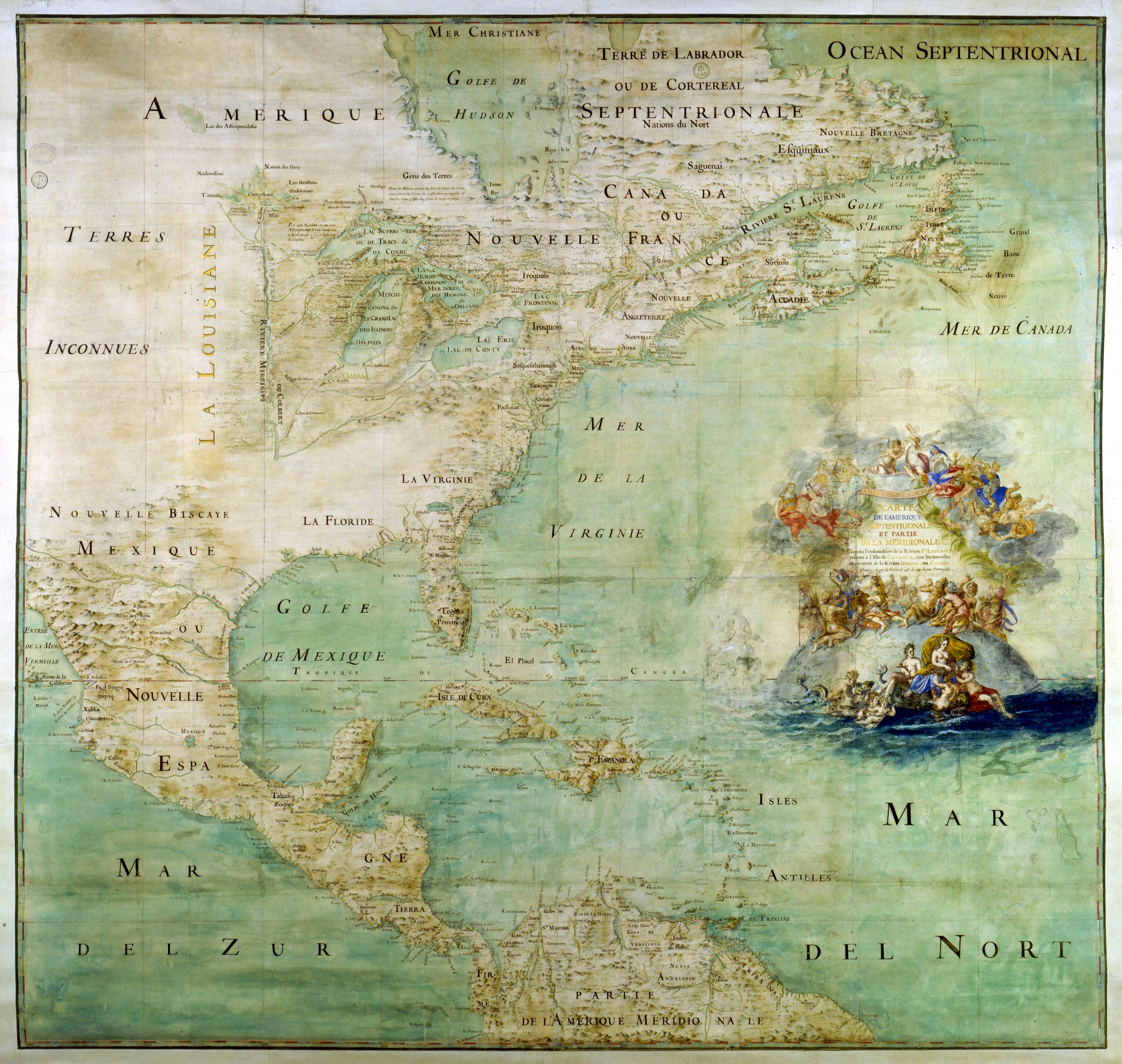
この1681年の地図では、ラ・サールがミシシッピ川を旅する前の北アメリカに対するヨーロッパの認識が分かる。リオ・グランデ川はリオ・ブラボーとされており、テキサスの地形に関する知識には欠けている。

17世紀後半までに、北アメリカの大半はヨーロッパ諸国によって領有権主張されていた。スペインはフロリダと現在のメキシコおよび大陸の南西部の大半を領有権主張していた。北大西洋の海岸部はイギリスに、現在のカナダの大半と中央部のイリノイ郡はヌーベルフランスとしてフランスに領有権主張されていた。フランスはその領土が隣国の拡張主義者達の標的として脆弱であることを恐れた。1681年、フランスの貴族ロベール＝カブリエ・ド・ラ・サールがヌーベルフランスからミシシッピ川を下る遠征隊を発したが、当初その先には太平洋を発見できると思っていた。ラ・サールはその代わりにメキシコ湾を発見した。スペイン人エルナンド・デ・ソトが140年前にスペインのためにこの地域を探検し領有権主張していたが、ラ・サールは1682年4月9日にフランス王ルイ14世のためにミシシッピ川流域の領有権を主張し、その領土を国王に因んでルイジアナと名付けた。
フランスはミシシッピ川の一帯に基地を持っていなかったので、スペインはメキシコ湾岸全体を支配する機会を持っており、潜在的にヌーヴェルフランス南境界に対する脅威となっていた。ラ・サールはミシシッピ川がヌエバ・エスパーニャ東端に近いと考え、1783年にフランスに戻った時、河口に植民地を建設することを提案した。この植民地は先住民にキリスト教を布教すると共に、スペイン領ヌエバ・ビスカヤを攻撃する為に便利であり、魅力的な銀鉱山の支配を得るための基地を提供してくれるはずだった。ラ・サールは、少数のフランス人が行ったとしても、スペインの奴隷化政策に怒っているインディアン15,000人を味方に付ければ、ヌエバ・エスパーニャを侵略できると主張した。1683年10月にスペインがフランスに対して宣戦布告した後、ルイ14世がラ・サールの計画支援に合意し、ラ・サールの公式任務には「インディアンのフランス国王に対する同盟を確保し、真の忠誠に導き、部族間の和平を維持すること」も含まれるようになった。
ラ・サールは当初船でヌーベルフランスに渡り、陸路イリノイ郡を抜けて、ミシシッピ川を河口まで降る計画だった。しかし、ルイ14世はスペインを欺く為に、スペインがその排他的資産だと考えるメキシコ湾を航行することを主張した。ラ・サールは1隻のみの船を要求していたが、1684年7月24日にラ・ロシェルを出航した時は、大砲搭載数36門のマン・オブ・ウォー、ル・ジョリー、300トンの貨物船レマブル、バークのラ・ベルおよびケッチのサンフランソワ合計4隻になっていた。ルイ14世はル・ジョリーとラ・ベルを与えたが、ラ・サールは積荷のスペースを多く望み、レマブルとサンフランソワをフランスの商人から借りた。ルイ14世はまた100人の兵士と船の乗組員全員、さらには遠征に加わる熟練労働者を雇う資金も与えた。ラ・サールは物資を購入しインディアンと交易する必要があった。
これら艦船には兵士、職人や技能者、6人の宣教師、8人の商人、および12人以上の女性と子供を含みほぼ300人が乗り組んだ。彼らの出発後間もなく、フランスとスペインは敵対関係を止め、ルイ14世はラ・サールにそれ以上支援をおくることにはもはや興味が無くなった。航海の詳細は秘密にされたので、スペインはその目的に気付かず、ラ・サールの航海指揮官ボージュー卿はラ・サールがその途上まで目的地を明かさなかったことに不満だった。二人の間の不和はドミニカのサントドミンゴについた時に増幅され、何処に停泊するかで喧嘩になった。ボージューはその島の別の所に行って、スペインの私掠船に植民地のための物資、食糧および道具を満載していたサンフランソワを捕獲された。
58日間の航海の間に2人の者が病気で死に、1人の女性は赤ちゃんを出産した。サントドミンゴへの航海は予測していたよりも長く掛かり、サンフランソワを失った後は特に食糧が底を付き始めた。ラ・サールは物資を補給する為の金をほとんど持っていなかったので、最終的に遠征に加わっていた商人のうちの2人が交易の為の商品を島人に売却し、その利益をラ・サールに貸与した。数人の男達が脱走した隙間を埋めるために、ラ・サールは島人数人を徴募して遠征に加えた。
1684年11月遅く、ラ・サールが重病から十分に快復したときに、残っていた3隻の船でミシシッピ川デルタの探索を継続した。サントドミンゴを離れる前に、地元の水夫が東に流れ、何もしなければフロリダ海峡の方に船を引っ張っていってしまうことになる強いメキシコ湾流について警告した。12月18日、3隻の船はメキシコ湾に達し、スペインがその領海として主張する水域に入った。遠征隊のどのメンバーもメキシコ湾に入ったことはなく、そこをどのように航海すべきかも知らなかった。不正確な地図と、ラ・サールが以前にミシシッピ川河口の緯度を間違って計算していたこと、さらには湾流に対して過剰に反応したために、遠征隊はミシシッピ川を見つけられなかった。その代わりに1685年早くにミシシッピ川から400マイル (644 km) 西のマタゴルダ湾で上陸した。

## 砦の建設
2月20日、植民者達はサントドミンゴを離れてから3ヶ月ぶりに陸地に上がった。現在のマタゴルダ灯台の場所近くに一時的なキャンプを設営した。遠征隊の日誌作成者アンリ・ジューテルは初めてテキサスを見た時に、「この地は私にとって大変良いようには見えない。平坦で砂が多いがそれでも草は育っている。塩水湖がいくつかある。我々に出くわすとは思っていなかった幾羽かの鶴やカナダガンを除いてほとんど野鳥が見られない。」と記した。

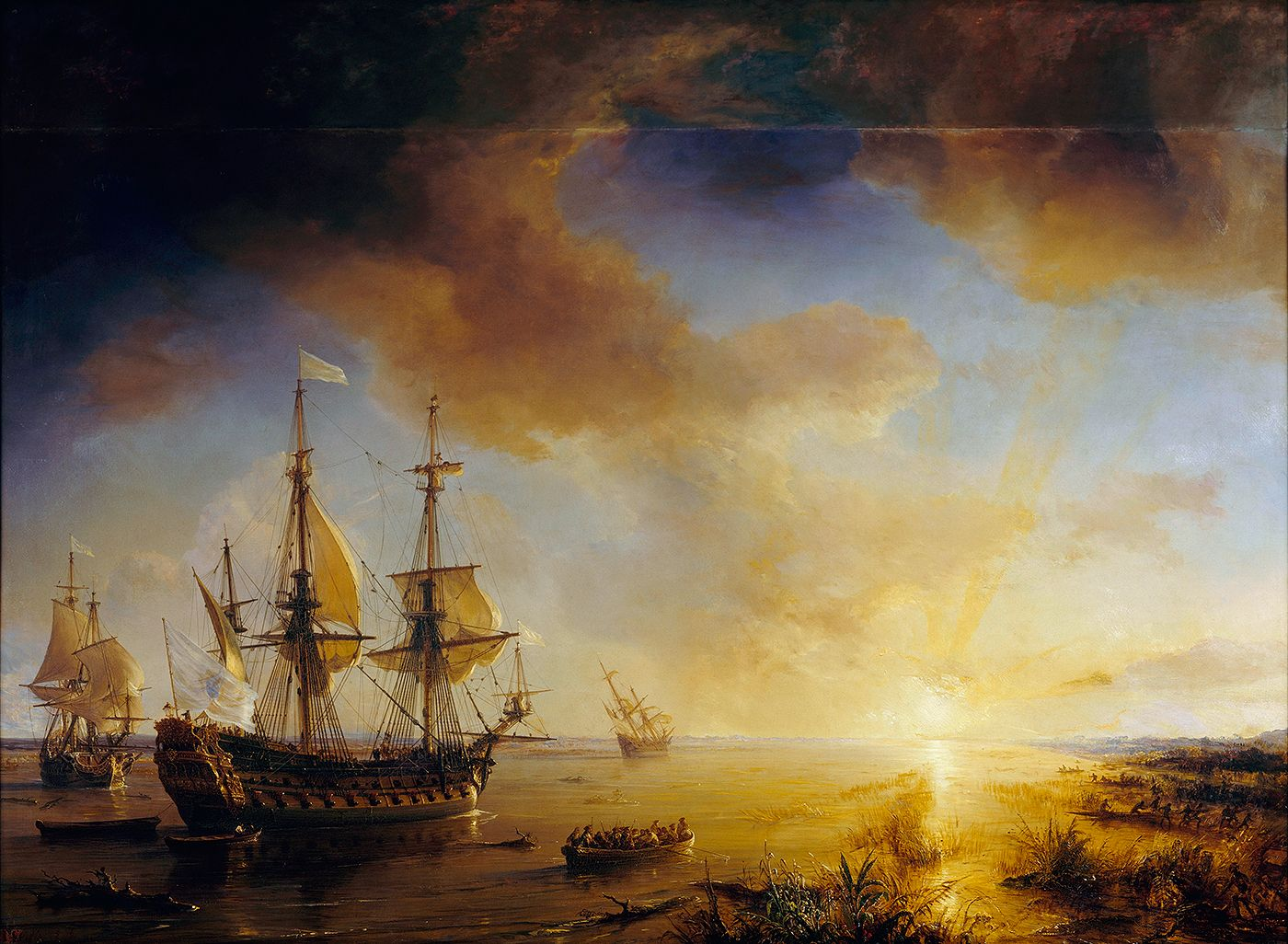
ラ・サールのルイジアナ遠征隊、1864年、セオドア・グーディン画。左がラ・ベル、中央がル・ジョリー、右奥の砂洲に乗り上げているのがレマブル。

ラ・サールはボージューの助言に逆らって、ラ・ベルとレマブルに「狭くて浅い海峡」を通らせ、キャンプに近いところまで物資を持ってくるよう命じた。ラ・ベルが無事海峡を抜けた後で、ラ・サールはその水先案内人をレマブルに送って航行を援けさせたが、レマブル船長がその援助を拒んだ。レマブルが帆を揚げたとき、1隊のカランカワ族が近付いて来て、開拓者を何人か連れ去った。ラ・サールは少数の兵士を連れてその救出に向かったが、レマブルに指示を与える者を残さなかった。ラ・サールが戻ってきたとき、レマブルは砂洲に座礁していた。ラ・サールは、船長が砂洲に当たった後も船を前進させるよう命令したことを聞いて、船長が意図的に船を座礁させたと確信するようになった。
人々は数日間レマブルに載せていた道具や食糧を取り戻そうとしたが、激しい嵐のために食糧、大砲、弾薬および少量の商品以外のものを回収することができなかった。レマブルは3月7日に沈没した。カランカワ族が漂流物の多くを勝手に回収した。フランス兵がその物資を取り戻すためにインディアンの集落に近付くと彼らは隠れた。放棄された集落を発見した時、兵士達は略奪された商品を取り戻しただけでなく動物の毛皮やカヌーを持ってきた。怒ったカランカワ族が攻撃してきてフランス人2人を殺し、他の多くを傷つけた。
ボージューは大西洋を渡って植民者を送り届ける任務を果たしたことで、1865年3月にル・ジョリーに乗ってフランスに戻った。植民者の多くがボージューと共にフランスに帰ることを選んだので、残ったのは約180人になった。ボージューは追加物資を要請するラ・サールの伝言を運んだが、フランス当局はスペインとの休戦がなっていたこともあり、反応しなかった。残った植民者達は赤痢や性病を患い、毎日のように誰かが死んだ。適応できた者達がマタゴルダ島に原始的な住居や一時的な砦の建設を援けた。
3月24日、ラ・サールは52人の者をカヌーに乗せて無防備ではない開拓地を探しに出かけた。彼らは新鮮な水と魚がおり、川岸には良い土壌のあるガルシタス・クリークを見つけて、近くにバッファローの群れがいたのでビューフス川と名付けた。その河口から1.5リーグ (6,7 km) 上流のクリークを見下ろす崖の上にサンルイ砦を建設することになった。ガラガラヘビに咬まれて1人が、釣りをしようとしているときに溺れて1人が死んだ。夜にはカランカワ族が時々キャンプの周りを囲んで雄叫びを上げることがあったが、兵士達は数発の弾丸で彼らを追い返すことができた。

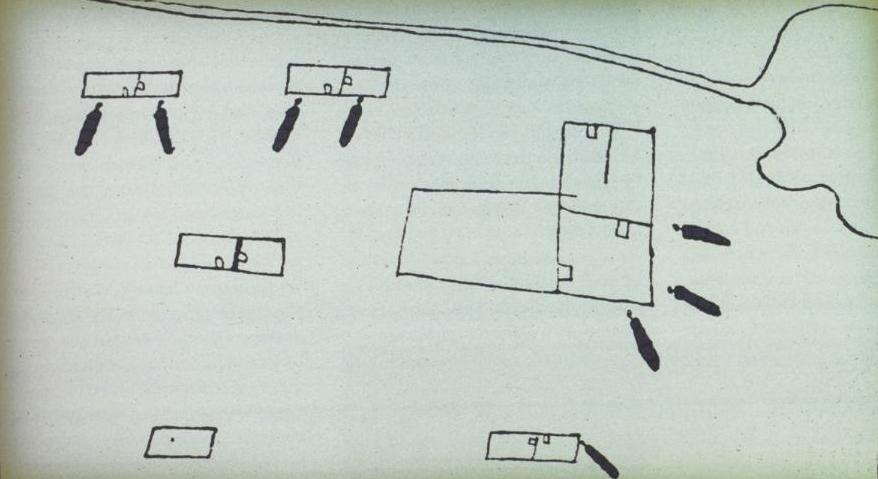
このサンルイ砦の地図は1689年にフランス植民地を発見したスペイン遠征隊のメンバーが書いたものである。川と建物および大砲の位置が書いてある。

6月初めにラ・サールは一時的に造っていたキャンプ地から新しい開拓地に植民者達の残りを呼び寄せた。70人の者が50マイル (80 km) の陸の旅を6月12日に始めた。全ての物資をラ・ベルから運ばねばならず、体力を使わせる仕事は7月半ばに終了した。最後の積荷は船の守りに残っていた30人の者達が付き添った。開拓地の近くには木が繁っていたが、建物には適しておらず、木材は数マイル内陸から建設地まで運んでくる必要があった。レマブルから回収した木材もあった。7月末までに、開拓者の半分以上が死んだが、その大半は乏しい食料と過労の組み合わせのためだった。
残った開拓者達は開拓地の中央に大きな二階建ての建物を建設した。一階は3つの部屋に分けられ、1つはラ・サール用、1つは聖職者用、もう1つは遠征隊の士官用となった。二階は物資を蓄えるための1室になった。これを取り囲むように幾つかの小さな建物が建てられ、遠征隊メンバーの住処にされた。レマブルから回収した重さが700ないし1,200ポンド（318ないし514 kg）の大砲8門が植民地の守りのために周りに据えられた。

## 苦難の連続
この恒久的キャンプが据えられてから数ヶ月間、植民者達は周辺を探検するために短い遠出をした。10月末、ラ・サールはより長期の遠征を行うことに決めて、残っていた物資の多くをラ・ベルに再度積み込ませた。50人の男と27人のラ・ベルの水夫達を連れて行き、後には34人の男、女および子供達が残った。男達の大半はラ・サールと共にカヌーに乗り、ラ・ベルは海岸沖から着いて行った。旅が3日過ぎた時に彼らはその地域の敵対的インディアンがいることに気付いた。フランス人の中から20人がインディアンの集落を襲い、そこでスペインの工芸品を見つけた。この遠征隊のうち数人はウチワサボテンの実を食べて死に、カランカワ族の者が岸でキャンプしていたラ・ベルの船長を含む小集団を殺した。
1686年1月から3月までにラ・サールと男達の大半は陸路ミシシッピ川を探しに出かけたが、リオ・グランデ川の方向に行き、おそらくは現在のテキサス州ラングトリーまで西に行った。隊員達は地元のインディアン部族にスペイン人やその鉱山の場所に関する情報を尋ね、贈り物をして、スペイン人を残酷な存在として、フランス人を親切な存在として話をした。この集団が戻ってきたとき、後に残して行ったラ・ベルを見つけることができず、歩いて砦に戻るしかなかった。
翌月彼らは東に向かい、ミシシッピ川を突き止めてカナダに戻れることを期待していた。この遠征の間にカド族インディアンに出遭い、カド族の領土、その隣人達の領土およびミシシッピ川の位置を示す地図を手渡してくれた。カド族は隣り合う部族と友好的盟約を結ぶことが多く、その平和的交渉を行う政策をフランス人にも展開した。このカド族を訪ねている間に、ジュマノ族の交易者と遭い、ニューメキシコにおけるスペイン人の活動について知らされた。これら交易者は後に、スペイン人の役人に彼らの出遭ったフランス人のことを話した。
ネイチェス川に着いたときに4人の隊員が脱走し、ラ・サールとその甥が重病になったので、集団は2ヶ月もそこに留まるしかなかった。病気から快復した時には食糧や弾薬が尽きかけていた。8月に、残っていた隊員の8人はサンルイ砦に戻り、結局東テキサスを離れることは無かった。

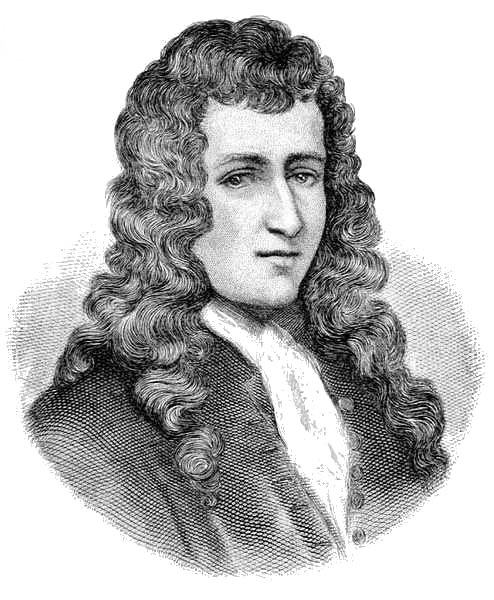
ロベール＝カブリエ・ド・ラ・サールはヌーベルフランスに行こうとしている時に殺された。

ラ・サールが遠征に出ている間にラ・ベルに残っていた者達のうち6人がサンルイ砦に到着した。彼らに拠れば、ラ・ベルの新しい船長は常に酒に酔っていた。水夫達の多くは航海のやり方を知らず、マタゴルダ半島に船を座礁させてしまった。生存者達はカヌーを使って砦に向かい、船を後に残した。最後の船を破壊したことで、開拓者達はテキサス海岸に取り残されてしまい、カリブ海にあるフランス植民地からの援助を得る望みも無かった。
1687年1月初旬、当初180人居たメンバーの中で45人足らずしか植民地に残っておらず、しかも内部闘争に悩まされていた。ラ・サールは唯一の生き残る道がヌーベルフランスからの応援を求めて陸路を進むことだと考え、その月のいずれかの時点でイリノイ郡に辿り着く為の最後の遠征隊を率いて出発した。サンルイ砦には女性と子供、その他旅には不適と考えられた者達と7人の兵士、さらにはラ・サールが不満に思っていた3人の宣教師、合わせて20人足らずが残った。遠征隊はラ・サールとその兄弟および甥の中の2人を含め17人となった。3月18日に現在のテキサス州ナバソタ近くでキャンプしているときに、隊員の数人がバッファローの肉の分け前のことで喧嘩を始めた。その夜ラ・サールの甥の1人と他に2人が他の隊員のために眠っている間に殺された。翌日、ラ・サールは甥の失踪を調査する為にキャンプに近付いているときに殺された。それから幾らも経たないうちに、内部闘争によって他に2人の隊員も殺されることになった。生き残った隊員のうちジャン・ラルシュベクなど2人はカド族と合流した。残った6人でイリノイ郡に向かった。イリノイを抜けてカナダに向かう旅の間、男達はラ・サールが死んだことを誰にも告げなかった。彼らは1688年の夏にフランスに到着して、ルイ14世にラ・サールの死と植民地の恐ろしい状態を知らせた。国王は救援を送らなかった。

## スペインの反応
ラ・サールの任務は1686年まで秘密にされており、この年、サントドミンゴで脱走した元遠征隊員デニス・トーマスが海賊行為で逮捕された。トーマスは罪を軽減して貰うために、ラ・サールが植民地を建設し、最終的にスペインの銀鉱山を征服する計画を持っていることをスペイン人の看守に教えた。この自白にも拘らずトーマスは絞首刑にされた。
スペイン政府は、フランスの植民地がその鉱山や航海路に対する脅威になると考え、カルロス2世の戦略会議で「スペインはアメリカの心臓部に突き出されたこの棘を除くために迅速な行動を採る必要がある。遅れが大きくなれば、実現のための困難さも大きくなる。」と考えた。スペインはどこに行けばラ・サールを見つけられるか分からず、1686年に海からの1隊と陸からの2隊の遠征隊を送り植民地を突き止めようとした。これらの遠征隊はラ・サールを見つけられなかったが、リオ・グランデ川やミシシッピ川の間の地域を隈なく探した。翌年にはさらに4つの遠征隊が出て、ラ・サールを見つけられなかったが、スペインにとってメキシコ湾岸地域の地形を理解するには役立った。

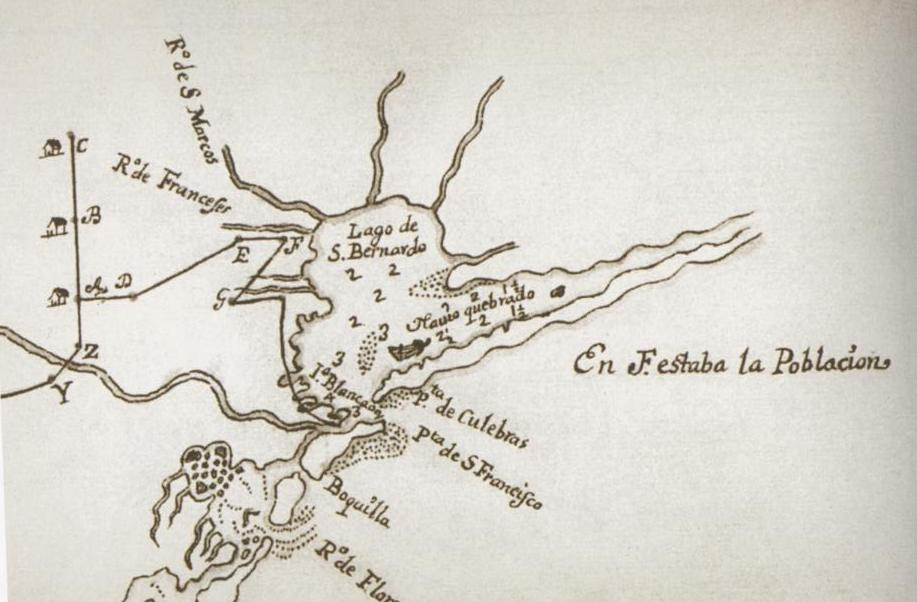
カルロス・デ・シグエンサ・イ・ゴンゴラが作成したマタゴルダ湾（スペインはサンベルナルド湾と呼んだ）の地図、アロンソ・デ・レオンの1689年の遠征で作成したスケッチに基づく。サンルイ砦は「F」の印があり、ラ・ベルは「Navio Quebrado」すなわち難破船と書かれている。

1688年、スペインはさらに海から2隊、陸から1隊の遠征隊を派遣した。アロンソ・デ・レオンが指揮した陸の遠征隊がフランス植民地から脱走してテキサス南部でコアウイルテカン族と住んでいたジャン・ゲリーを発見した。デ・レオンはゲリーを通訳と案内人に使って1689年4月に遂にフランスの砦を発見した。砦とそれを取り巻く5つの原始的な家屋は廃墟になっていた。その数ヶ月前、カランカワ族が開拓地を攻撃していた。インディアンはかなりの程度の破壊の跡と、背中を撃たれた女性を含み3人の遺体を残していた。デ・レオンに同行していたスペイン人牧師が3人の犠牲者のために葬儀を行った。遠征隊の日誌作成者フアン・バウティスタ・チャパは、この破壊がローマ教皇に反抗したことに対する神の罰だと記した。教皇アレクサンデル6世がスペインに西インドの排他的権利を認めていた。砦の残骸はスペイン人によって破壊され、残されていたフランスの大砲は埋められた。スペインは後に同じ場所に砦を建設した。
1689年初期、スペイン当局はフランス語で書かれた嘆願書を受け取った。ジュマノ族の斥候がこの文書をカド族から受け取っており、スペイン人に届けるよう頼まれていた。この文書には船を描いた羊皮紙と共にジャン・ラルシュベクからの伝言が入っていた。その伝言は次のように書かれていた。
後にデ・レオンはラルシュベクとその仲間のジャック・グロレーを救出した。その尋問では、100人以上のフランス人開拓者が天然痘で死に、その他の者はインディアンに殺されたと語った。最後の攻撃で僅かに生き残ったのはタロンの子供達で、カランカワ族の養子にされていた。この子供達に拠れば、1688年のクリスマス頃に攻撃され、残っていた開拓者の全てが殺されたということだった。

## 遺産
この植民地に行った者達のうち僅か15ないし16人が生き残った。そのうち6人がフランスに戻り、9人はスペインに捕まった。その中にはカランカワ族から助命されていた4人の子供達も入っていた。この子供達は当初、ヌエバエスパーニャ副王コンデ・デ・ガルベのもとに連れて行かれ、従僕として使われた。少年達のうちの2人、ピエールとジャン＝バティストは後にフランスに戻った。スペインに捕虜になった残りの者達は、3人がスペイン市民となり、ニューメキシコに入植した。フランス植民地は完全に破壊されたが、スペインはフランスがもう一度試みることは避けられないと恐れた。このためにスペイン王室はテキサス東部とペンサコーラに初めて小さな前進基地を造ることを承認した。
フランスは、1762年11月3日のフォンテーヌブロー条約でミシシッピ川の西の領土をスペインに割譲するときまでテキサスの領有権主張を放棄しなかった。1803年、スペインがルイジアナをフランスに返還してから3年後、ナポレオンはルイジアナをアメリカ合衆国に売却した。スペインとフランスの間の当初合意はルイジアナの境界をはっきりと定義しておらず、その文書の表現は曖昧で矛盾を含んだものだった。アメリカ合衆国はその買収範囲にテキサスを含みフランスが領有権主張する全ての領土を含んでいると主張した。この論争は、1819年のアダムズ＝オニス条約で、アメリカ合衆国がテキサスの領有権を放棄する代わりにスペインがフロリダを割譲することが取り決められて解決した。テキサスの公式境界はサビーヌ川（現在のテキサス州とルイジアナ州の州境）からレッド川とアーカンザス川を辿り、北緯42度線（カリフォルニア州の北州境）までとされた。

## 発掘
1908年、歴史家のハーバート・ユージン・ボルトンはマタゴルダ湾に近いガルシタス・クリークに沿った地域を砦の場所と同定した。ボルトンの前後の歴史家の中には、砦がジャクソン郡のラカバ川にあったと主張する者がいた。50年後、テキサス大学オースティン校がキーラン牧場の一部になっていたボルトンの指定した場所の部分的発掘資金を出した。数千の物が発掘されたが、考古学者は17世紀のフランスとスペインの人工物の見分けを正確に付けられず、発見物に関する報告書が出版されることは無かった。1970年代、この人工物が南メソジスト大学の考古学者、キャスリーン・ギルモアによって再度検査された。ギルモアは人工物の大半がスペイン製だが、幾つかは当時のフランスとフランス領カナダから発掘したものと決定的に同じであると結論付けた。
1996年遅く、キーラン牧場の労働者が金属探知機で探していて、ガルシタス・クリーク近くに埋められていた8門の鋳鉄製大砲を突き止めた。これらの大砲を掘り出した後、テキサス州歴史委員会はそれらがサンルイ砦のものだと確認した。その後テキサス州歴史委員会による発掘でフランス植民地に建てられていた建物群のうち3つの場所 と、スペイン人によって掘られた3つの墓の発見に繋がった。

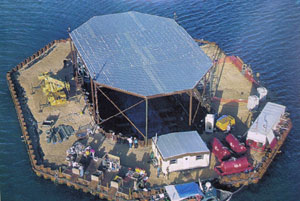
ラ・ベルの周りに築かれたコファダム

テキサス州歴史委員会は数十年間もラ・ベルの残骸も探索してきた。1995年、難破船がマタゴルダ湾で発見された。研究者達は水中から700ないし800ポンド（300ないし363 kg）の青銅鋳物製大砲、マスケット銃弾、青銅の真っ直ぐなピンおよび交易用のビーズを引き上げた。
木製船殻の大きな部分が失われておらず、「実質的に酸素の無いタイムカプセルを作り出した」泥の堆積層に覆われて暖かい塩水による損傷から守られていた。ラ・ベルは今日まで西半球で発見されたフランスの難破船としては最古のものである。考古学者達ができるだけ多くの人工物を回収することを可能にする為に、コファダム（防水用の囲い）が船の周りに造られた。このコファダムは湾の水の浸入を止め、考古学者達があたかも陸の上でのように発掘を行えるようにしている。これは難破船を乾燥した状態で発掘することでは北アメリカで初の試みだった。コファダムを使った難破船の発掘技術はそれ以前にヨーロッパで完成されたが、ラ・ベルほど大きな船に使われたことは無かった。
国立海中海洋機関が1997年から1999年までレマブルを探した。彼らはここと思われる場所まで見つけたが、船は25フィート (7.5 m) 以上の砂に埋っており、探索できなかった。